# Serene Siren
Serene Siren (Estados Unidos; 30 de mayo de 1989) es una actriz pornográfica y modelo erótica y de glamour estadounidense.

## Biografía
Nació en Estados Unidos, si bien se desconoce el lugar exacto, como Bella Bends, en mayo de 1989. En su etapa de instituto era gimnasta, llegando a realizar algunos campeonatos de manera profesional. Después de lesionarse unas cuantas veces y tener que pasar por biofeedback comenzó a apartarse de su carrera como gimnasta. También realizó modelaje en la adolescencia y después de cumplir los 18 años empezó a tener sus primeros trabajos como modelo erótica.
Comenzó a salir con el que sería su marido a los 19 años y con el que tendría dos hijos. La familia se mudó a California, donde la relación comenzó a complicarse tras diversos problemas económicos y laborales, motivo que llevó a Bella Bends a incrementar sus trabajos como modelo erótica y a probar suerte como actriz pornográfica en 2013, debutando a los 24 años y grabando algunos trabajos como My Gigantic Toys 18, Girl Fights o ATK Natural and Hairy 47.
Apenas estuvo ante las cámaras algunos meses, debido a complicaciones en su ámbito familiar, que llevaron al divorcio y el alejamiento por violencia de su marido y a abandonar la parcela artística que había iniciado para centrarse en sus hijos. Tras cuatro años apartada, en el que recuperó su parcela como modelo erótica y se sometió a una operación de aumento de pecho, reanudó su carrera en el cine para adultos en 2017, tras conseguir un contrato de representación con la agencia 101 Modeling y cambiando su nombre por el artístico Serene Siren.
Como actriz, en sus dos etapas, ha desarrollado casi por completo su carrera en producciones de temática lésbica, grabando películas para estudios como Girlfriends Films, Girlsway, Kink.com, Nubile Films, Wicked Pictures, Mile High, Devil's Film, Naughty America, Zero Tolerance, Hustler, 3rd Degree, Lesbian X o AMK Empire, entre otras.
En 2019 fue nominada en los Premios XBIZ a la Artista lésbica del año, así como en los Premios XRCO. En agosto de ese año debutó como directora para el sello Girlfriends Films con la producción Fit Chick Clique, que escribió y protagonizó junto a Dava Foxx, Ariel X, London River, Verronica Kirei y Audrey Miles.
Ha rodado más de 320 películas como actriz.

## Premios y nominaciones
| Año  | Ceremonia    | Resultado | Premio                                   | Trabajo                                        |
| ---- | ------------ | --------- | ---------------------------------------- | ---------------------------------------------- |
| 2019 | Nigthmoves   | Nominada  | Mejor artista lésbica                    | —                                              |
| 2019 | Premios XBIZ | Nominada  | Artista lésbica del año                  | —                                              |
| 2019 | Premios XRCO | Nominada  | Artista lésbica del año                  | —                                              |
| 2020 | Premios AVN  | Nominada  | Artista lésbica del año                  | —                                              |
| 2020 | Premios AVN  | Nominada  | Mejor escena de sexo lésbico             | Sex & Lies                                     |
| 2020 | Premios XBIZ | Nominada  | Artista lésbica del año                  | —                                              |
| 2021 | Premios AVN  | Nominada  | Artista lésbica del año                  | —                                              |
| 2021 | Premios AVN  | Nominada  | Mejor actuación no sexual                | Alien Rhapsody                                 |
| 2021 | Premios XBIZ | Nominada  | Artista lésbica del año                  | —                                              |
| 2022 | Premios AVN  | Nominada  | Artista lésbica del año                  | —                                              |
| 2022 | Premios XBIZ | Nominada  | Artista lésbica del año                  | —                                              |
| 2022 | Premios XBIZ | Nominada  | Mejor escena de sexo en película lésbica | Sister vs. Sister                              |
| 2023 | Premios AVN  | Nominada  | Artista lésbica del año                  | —                                              |
| 2023 | Premios XBIZ | Nominada  | Artista lésbica del año                  | —                                              |
| 2023 | Premios XBIZ | Nominada  | Mejor escena de sexo en película lésbica | Lesbian Triangles 38                           |
| 2024 | Premios AVN  | Nominada  | Artista lésbica del año                  | —                                              |
| 2024 | Premios XBIZ | Nominada  | Artista lésbica del año                  | —                                              |
| 2024 | Premios XBIZ | Ganadora  | Mejor escena de sexo en película lésbica | Through My Window                              |
| 2025 | Premios XMA  | Nominada  | Artista lésbica del año                  | —                                              |
| 2025 | Premios XMA  | Ganadora  | Mejor escena de sexo en película lésbica | Come Out to Play: An All-Girls Warriors Parody |